# York St John University

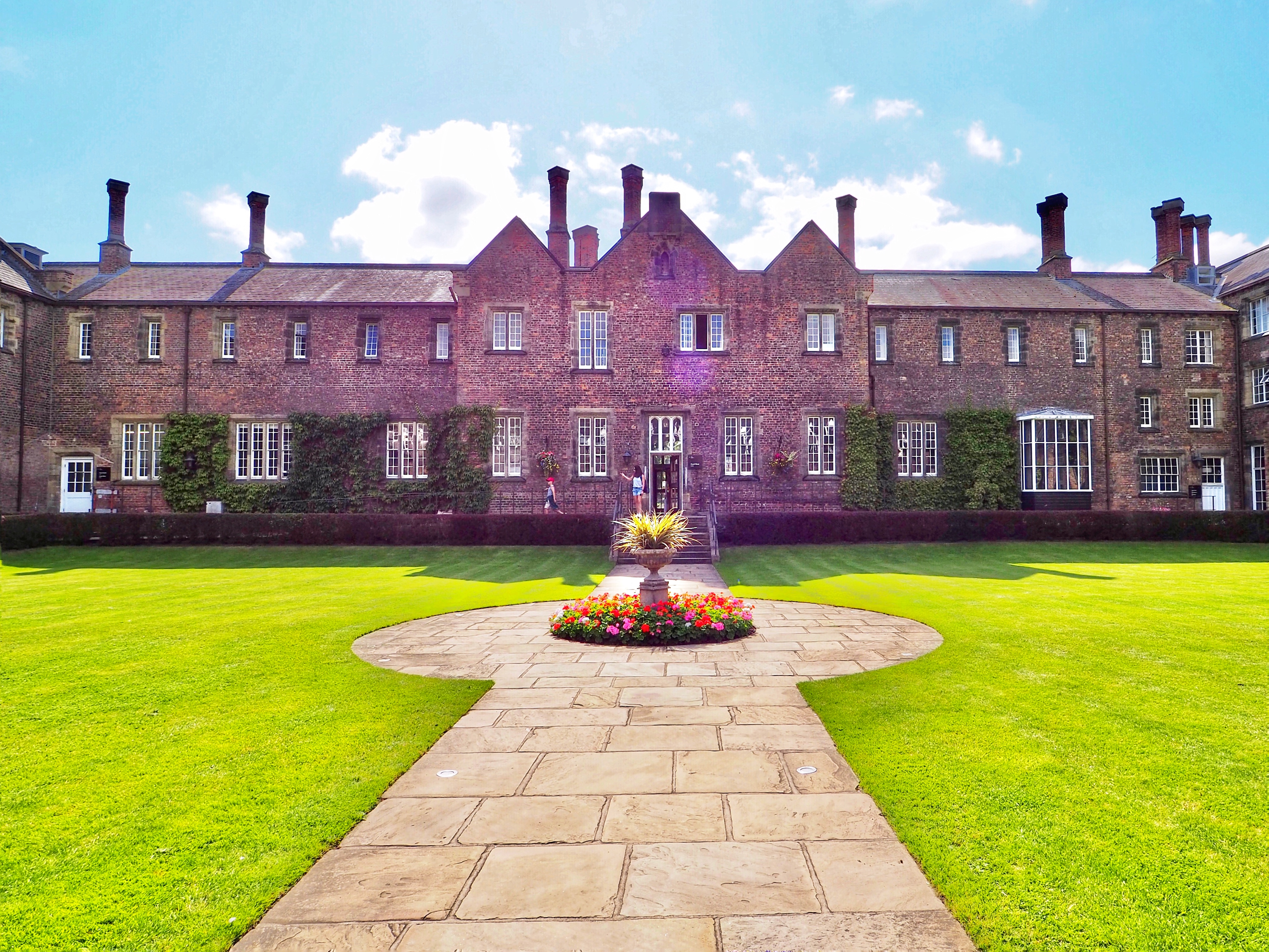
York St John Universität

Logo der York St John University

Die Universität York St. John (englisch: York St John University) ist eine Universität in der englischen Stadt York.

## Geschichte
Die Universität wurde 1841 als „The Diocesan College in York“ gegründet. Der erste Student war 16-jährige Edward Preston Cordukes aus York.
Das College wurde 2006 zur Universität.

## Zahlen zu den Studierenden
Im Studienjahr 2022/2023 nannten sich von den 9275 Studenten der York St John University 5690 weiblich (61,3 %) und 3535 männlich (38,1 %).